# Брегалничка област
Брегалничка област је била једна од 33 области Краљевинe СХС. Налазила се на подручју данашње Северне Македоније. Седиште јој је било у Штипу. Настала је 1922. када је Краљевина СХС подељена на области, практично преименовањем Брегалничког округа. Постојала је до 1929. године, када је укинута, а њено подручје је укључено у састав Вардарске бановине.
Административна подела
Област је садржавала срезове:
- Кочански
- Малешки (Берово)
- Овчепољски (Свети Никола)
- Радовишки
- Царевоселски
- Штипски